# ヱルトリウム
ヱルトリウムは、SFアニメ『トップをねらえ!』に登場する架空の宇宙戦艦。

## 概要
地球帝国宇宙軍所属の零等軍艦で、銀河中心殴り込み艦隊の旗艦である。第五世代航宙艦であり、2035年進宙。
船殻がたった1つの素粒子「ヱルトリウム」（初期設定では1個の水素原子）で構築されているため、理論上は「反ヱルトリウム」との対消滅でしか破壊できないうえ、「ヱルトリウム」は人工素粒子であるために「反ヱルトリウム」が存在せず破壊不可能とされている。素粒子「ヱルトリウム」は、型のような物を先に作ったうえでその中に「ヱルトリウムのもと」を流し込み、成形される。『トップをねらえ!』第5話には建造中のシーンがあり、プラモデルのランナーのような物に覆われている。
航宙士にエスパーと電脳化されたイルカを動員したことにより、ヱルトリウム級以前に建造された航宙艦の弱点であったワープ中の亜空間では索敵が不可能だった問題が改善されている。また、第四世代航宙艦（例えばヱクセリヲン級）までのニュートン物理学に支配される作用・反作用で推力を得る方法ではなく、純粋数学を用いて艦の周りの物理法則を書き変えながら航行する思考主推進（イメージ・アルゴリズム）機関が搭載されている。そのため、スラスターが存在しない。エスパーたちの姿が映るシーンが1カットあり、彼らはピラミッドを用いて能力を増幅している。

## 作中での活躍

### トップをねらえ!
本来は地球脱出用に建造されていたが、人類が地球脱出を断念したため、軍艦として兵装が強化された後にカルネアデス計画（神壱号作戦）「銀河中心殴り込み艦隊」の旗艦となる。最終話の静止画による戦闘シーンでは、レーザー砲によりかなり多数の宇宙怪獣を一網打尽にしている描写がなされている。戦闘後の場面でも大きな損傷を負った様子はないが、艦内表示図に損傷箇所が描かれており、バスターマシン3機のようにテロップで「健在」が示されることはなかった。

### トップをねらえ! NeXT GENERATION
地球帰還後は、テクノロジーと地球を守る目的ですべての艦隊・各種兵器・乗組員を含んだ艦隊ごと凍結されており、タシロ艦長やユング・フロイトも冷凍冬眠の状態にある。その際、副長が機械化された。凍結状態とはいえ自動装置による防衛が働いており、何者の解凍も寄せ付けない。だが、非常時には副長の判断によってタシロたちが冬眠から起こされ、ブリッジに呼び出されている。『グレートアトラクター編』の終盤ではシリウス星系にワープアウトし、宇宙怪獣（宇宙超獣）を串刺しにしてグレート・ガンバスターを回収する活躍を見せる。当初、この凍結艦隊は地球の衛星軌道上にあったが、のちに赤い天の川へ移動したと推測され、太陽系からは見えなくなっていた。

### トップをねらえ2!
建造中に放棄されたらしい本級が、人工惑星・木星として登場している（詳細は後述）。最終回で、遺跡として先端が破損したように見える状態のヱルトリウムが赤い天の川のあった宇宙域から発見される。未だ凍結中であるのか、それとも何らかの意図を持って行動を起こさなかったのか、すでに何らかのトラブルで起き上がることもできず死蔵された状態にあるのか、その点については明言されていない。

### 同型艦
『トップをねらえ!』およびその関連作品にはヱルトリウム級の戦艦が2隻、また艦名不詳の同型艦が2回登場する。
アレクシオン
二番艦アレクシオンは『トップをねらえ! NeXT GENERATION 発掘戦艦アレクシオン編』で、2480年代後半に当時の銀河連邦によって地球上で発掘される。その記録や科学技術は地球帝国の崩壊と共に失われており、技術の解析はままならなかった。ヱルトリウム光線の代わりにバスタービームを装備しているほか、内部にはグレート・ガンバスターが格納されていたと言われている。制御中枢の部品にされたイルカとグリフィス・レイ博士をシリウスに亡命させるため、本艦が発進したところで第一部は終了する。
木星
『トップをねらえ2!』第3話で、非常に大型の宇宙戦艦の船体が新たな木星となっている。公式サイトによれば全高は70kmあり、宇宙怪獣との戦闘用に作られたが戦闘に駆り出されず人工惑星となったとの伝聞がある。
旧地球帝國の崩壊後は科学技術が退化し、ヱルトリウム級の船体製造は不可能になっている。また、『NeXT GENERATION』では、25世紀以降の時期までにヱルトリウム級が3隻建造されたとの描写は無い。アレクシオンは大気圏内での小競り合いを除けば、宇宙怪獣との戦闘を経験していないうえ、制御中枢が抜き取られて航行不能になっているはずである。
赤い天の川の戦艦
『トップをねらえ2!』第6話で、バスター軍団が形成していた赤い天の川から、隠されていた伝説の遺跡群としてヱルトリウム級の戦艦が発見された様子が描かれている。ヱルトリウムは正規のクルーが人工冬眠により数千年単位で存命しているため、継続的に戦闘力を保持している。なお、映像からは僚艦である凍結艦隊の姿は確認できず、月の凍京にヱクセリヲン級の旧世代の戦艦が多数刺さっている。